# Hochdorf (Zwitserland)
Hochdorf is een gemeente en plaats in het Zwitserse kanton Luzern en was de van het gelijknamige district tot op 1 januari 2008 de districten van Luzern werden afgeschaft.
Hochdorf telt 8877 inwoners.

## Geboren
- Erich Mächler (1960), wielrenner